# Flipkrave
Flipkrave (Teesdalia nudicaulis) er en enårig, 8-15 cm høj plante i korsblomst-familien. Arten er udbredt i Europa og Nordafrika. Flipkrave har én opret, midtstillet bladløs stængel og flere opstigende stængler med få smalle blade. Blomsten har hvide, 3-4 mm lange kronblade, hvor de to er små, mens de to andre er større. Skulperne er omvendt ægformede med smalle vægge.
I Danmark findes Flipkrave almindeligt i Jylland, sjældnere på Øerne, på tør sandet bund, i klitter, overdrev og på heder.